# Protel
Protel es una empresa de seguridad que está ubicada en La Paz y es una de las empresas de seguridad más grandes de Bolivia. Su gerente general es Pablo Camacho.
Próximamente abrirá delegaciones en Tarija y Sucre.